# 安和路遺址
安和遺址，最初稱為安和路遺址 （页面存档备份，存于），是位於台中西屯區單元一重劃區的遺址，包含大坌坑、牛罵頭及清代漢族文化層，2003年由國立自然科學博物館發現，當地之古地名是下七張犁。臺中市政府文化局文化資產處於2013年委託博物館進行遺址監管。至此，安和路遺址在2015年9月17日，正式公告為「列冊遺址」。依據臺中市政府一〇五年度遺址審議委員會第三次會議決議（民國105年12月20日府授文資遺字第10502733731號），公告將此遺址市定遺址名稱由「安和路遺址」更名為「安和遺址 （页面存档备份，存于）」，並將遺址範圍變更。

## 遺址範圍與內容

### 遺址範圍

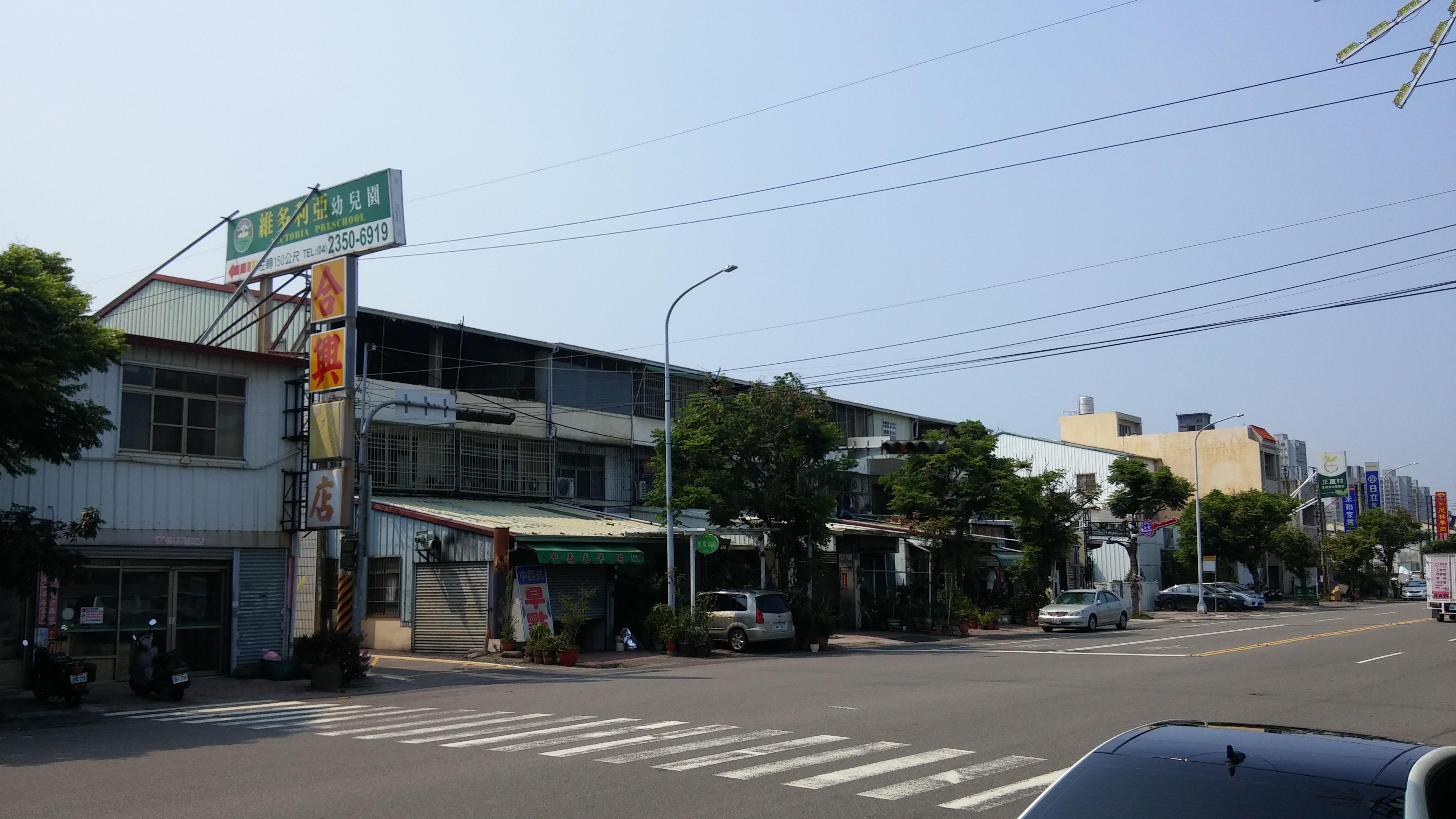
安和路遺址南界-協和北巷

安和遺址位置於臺中市西屯區，屬牛罵頭文化層。範圍位於臺中市大肚台地東側(範圍為臺灣大道四段以南、安和路以西、協和北巷以北、協和北巷西段以東延至臺灣大道)。原名稱為「安和路遺址」，後經臺中市政府於2016年（民國105年）12月20日，遺址審議委員會第三次會議決議，變更名稱為「安和遺址」，範圍變更為臺中市西屯區福和段204地號。遺址文化層延伸分布範圍，且土地使用分區為公園，未受建築或土地開發行為破壞，遺址保存狀況應屬完整。但現今已有許多件建物建築，也曾發生爭議（見下方 爭議說明），對於遺址保存是一大挑戰。

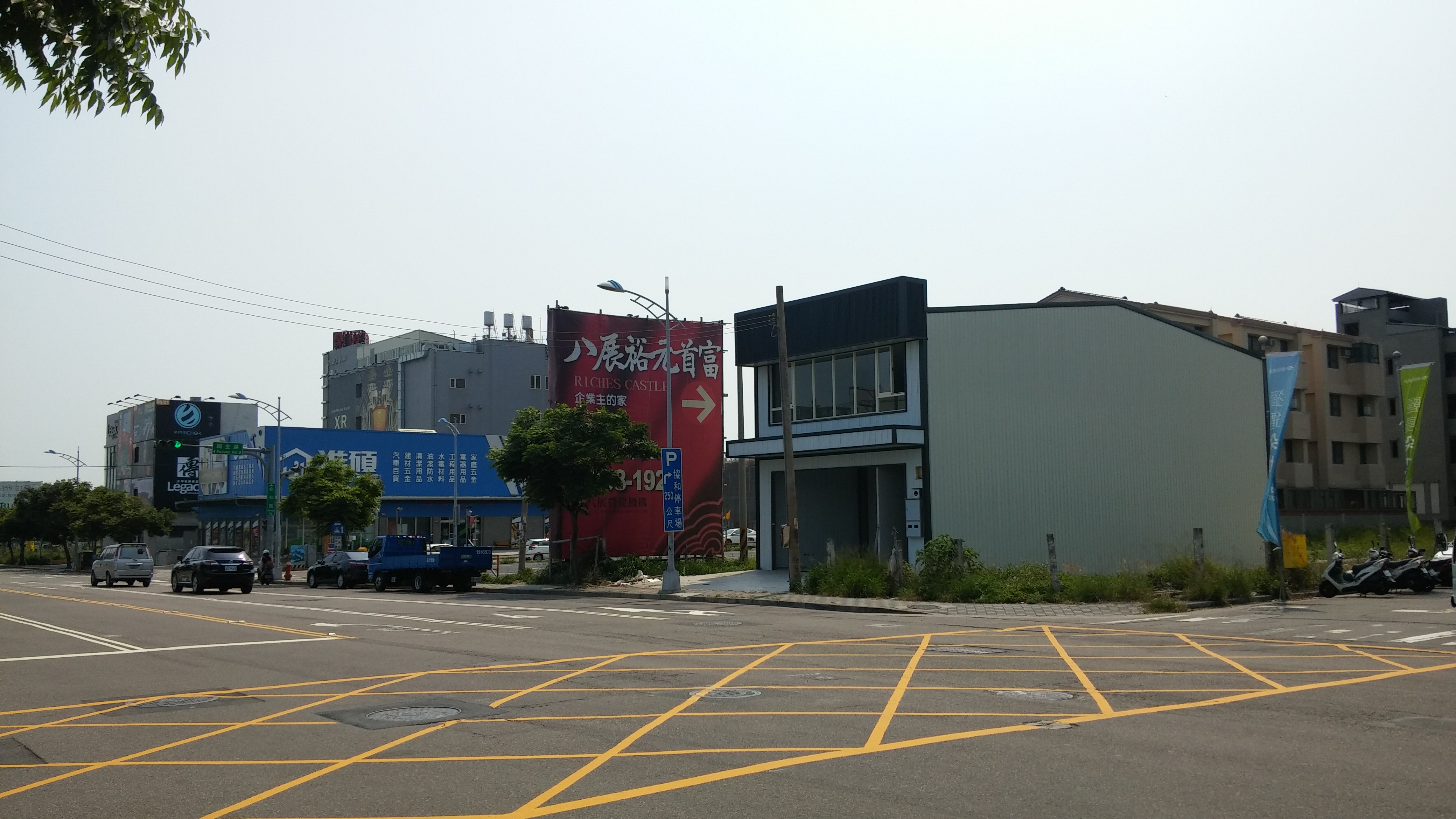
安和遺址北界（安和三街）

### 遺址內容
安和遺址為中部地區罕見之大坌坑文化遺址。本遺址的年代約在5,000年至3,500年前，除了下層屬較早的大坌坑文化外，也包含牛罵頭文化時期的遺留；此遺址目前共挖掘出48具排列整齊的人骨遺骸，是為大坌坑文化時期之墓葬群。後亦經碳14年代檢測，鑑定為4,800年至4,000年前之人類遺骨（牛罵頭文化層距今4,000至3,000年間）是目前在台中發現早的史前人類；歷史時期康熙、乾隆年間汀州人拓墾，此為「下七張犁」舊名由來。安和遺址也有出土箭簇、閃玉錛等器物。此外也有石虎、狗、大型魚鰓蓋骨、魚脊椎骨、山羌、鬼鼠、蛇、鯊魚牙齒、貝殼等，及古代稻米、種子等史前生態遺留，根據這些跡象與證據，推測當時即有食用稻米。其中發現鯊魚牙齒，可能代表當時此地距離海岸線相當近。因為其重要性，未來將在安和遺址範圍內選擇適當地點現址保存，展示主要文物。往後更預估將安和遺址列為指定遺址，並爭取列為國定遺址。但至2023年1月9日查詢止，尚未晉升為國定遺址。

## 研究意義
目前除此遺址之外，台中地區出土之牛罵頭文化遺物大多保存不佳，且牛罵頭墓葬非常罕見。由此處出土之遺物器型論也可猜測其有西部繩紋紅陶文化之流通。另外，大坌坑文化依推測應為南島語族在5,500年前所發展起的，而此處的碳定年指出，安和遺址正處於這個關鍵時期，因此其在文化研究上，有不可取代之獨特性。此外，本遺址所發現的人類生活經考古分析年代約為4,800年前新石器時代人物，在台灣人類與考古都是一大發現，也曾登上外媒報導版面。

## 爭議

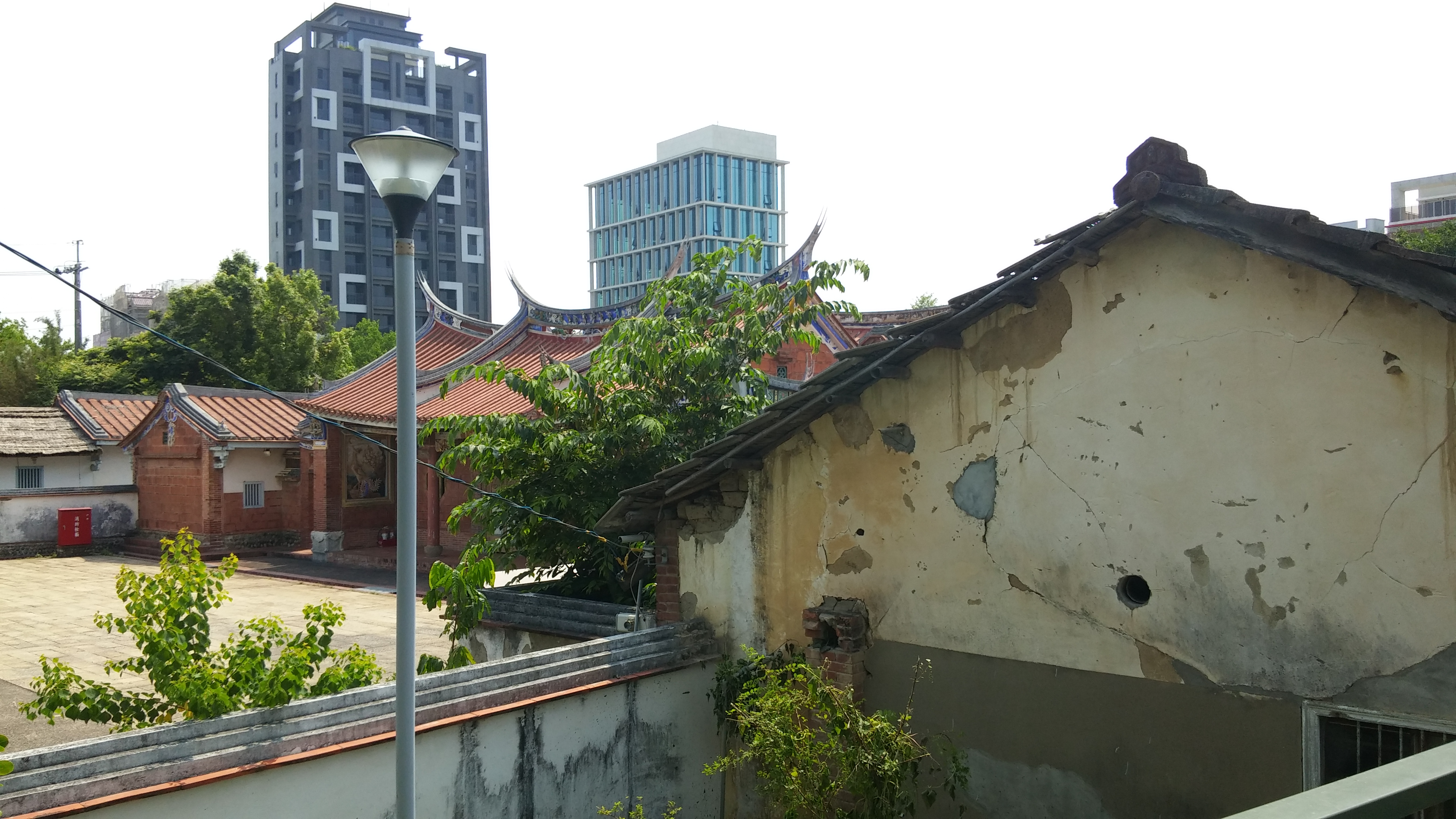
安和遺址張家祖廟旁-背後建築林立

### 出土文物場址爭議
- 2015年4月25日，本遺址在開發與保存上有不少利益間的衝突[11]。
- 同年5月14日，臺中市市議員江肇國表示，文化局在沒有公開試掘報告，直接同意讓建商大規模搶救挖掘，將建地內所有文物挖空殆盡。江肇國指出，這根本是文資界大埔事件，逼安和阿嬤搬家！文化局是否為讓開發商盡速恢復開發，覆土後讓建商繼續動工[12]。
- 2016年5月26日，臺中市市議員江肇國同日表示，文化局在沒有公開試掘報告，直接同意讓建商大規模搶救挖掘，將建地內所有文物挖空殆盡。江肇國指出，這根本是文資界大埔事件，逼安和阿嬤搬家！文化局是否為讓開發商盡速恢復開發，覆土後讓建商繼續動工[12]。此外，遺址出土文物疑遭「貍貓換太子」，將原本出土於（坑號三三一）的文物，謊稱為（坑號二０四）出土，顯然有偽造文書、竄改之嫌。並且讓市長背書發布相關非法挖掘成果。文資處長張祐創隨後回覆，「全依《文化資產保存法》規定辦理」[13][14]。
- 同年11月9日，安和遺址遭受到建商違法開發破壞，計有以下違反文資法開罰的事件[15]：  1.喬合營造股份有限公司開發行為破壞遺址，經市政府裁罰新臺幣10萬元罰鍰。  2.磊豐建設有限公司開發行為破壞遺址，經市政府處以50萬元罰鍰。  3.慶合建設有限公司開發行為破壞遺址，經市政府處以10萬元罰鍰。  4.邑陞營造有限公司開發行為破壞遺址，經市處以10萬元罰鍰。

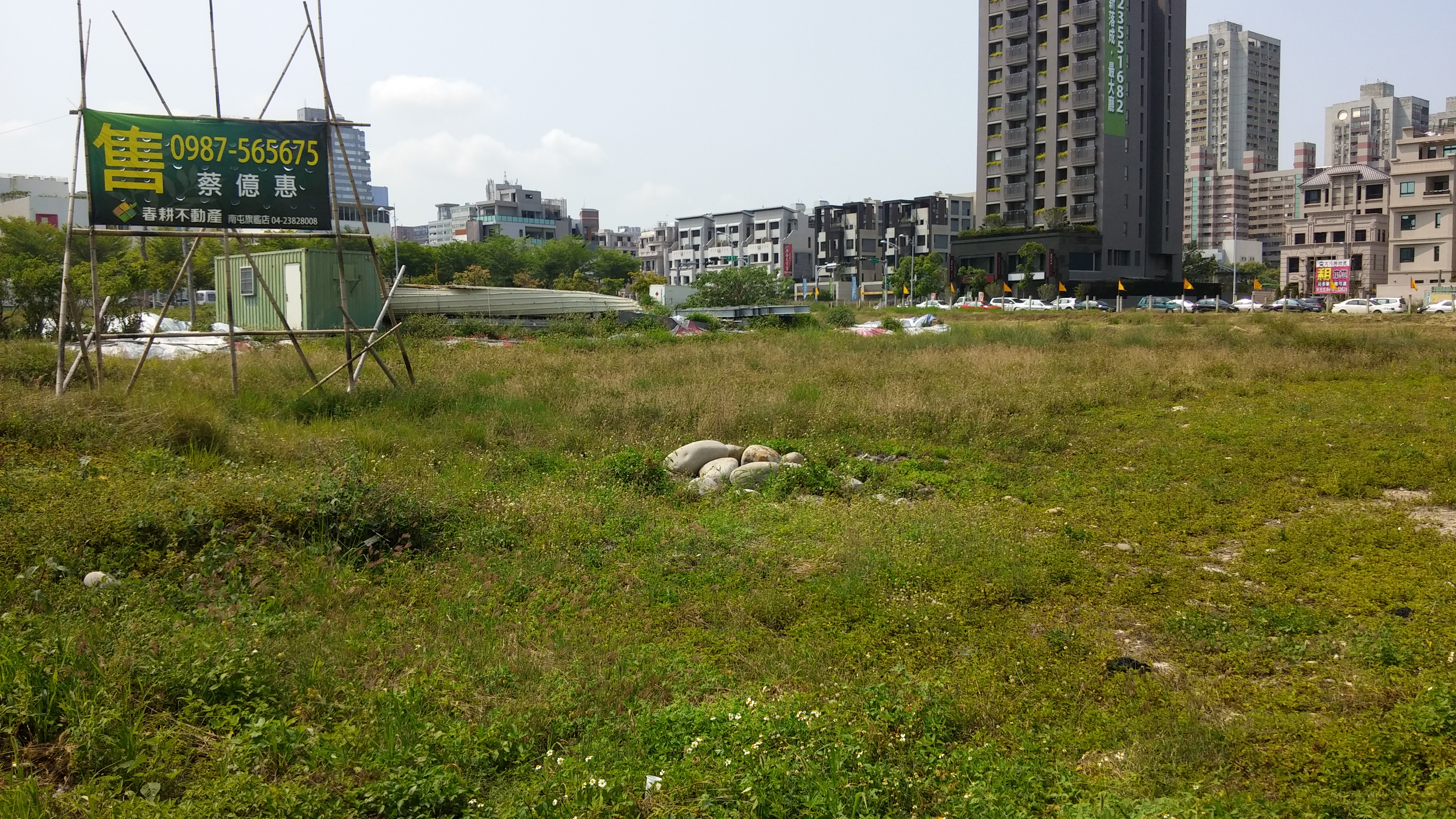
安和路遺址現況-開發中

### 遺跡場址命名爭議
- 2016年5月18日，臺中市鄉土文化學會創會黃豐隆理事長建議「安和路遺址」更名為「下七張犁遺址」，較符合遺址命名慣例[16]。同年5月22日，臺中市鄉土文化學會顧問、前（臺中市都發局、建設局副局長）黃服賜認為「下七張犁」之名，無法涵蓋該遺址空間範圍[17]。

- 同年5月26日，臺中市市議員陳淑華表示，遺址的發現命名，一般均採用發現地之地點命名，但是，「安和路遺址」的名稱卻只是一個路名，用路名命名，將較難以與當地的歷史情感作一連結。因此建議文化局應該重提委員會審議，將現有「安和路遺址」名稱，改制為當地古地名「下七張犁遺址」。文化局長王志誠回應，同意重提審議研究更名為「下七張犁遺址」的適切性[18][19]。

- 同年12月20日，依據「臺中市政府105年度遺址審議委員會」第三次會議決議（民國105年12月20日府授文資遺字第10502733731號），公告將此遺址市定遺址名稱由「安和路遺址」更名為「安和遺址」，並將遺址範圍變更[2]。

## 外部連結
1. ↑  .   [2016-03-03]. （原始内容存档于2016-03-07）.
2. 1 2  台中市政府.  (PDF). 105.12.20. （原始内容 (PDF)存档于2017-04-12）.
3. ↑  台中市政府. . （原始内容存档于2017-04-12）.
4. ↑  台中市政府. . 105.12.20. （原始内容存档于2017-04-12）.
5. ↑  .   [2015-07-25]. （原始内容存档于2019-06-11）.
6. ↑  屈慧麗、閻玲達、張綵驊、王維安、陳曉萱. . 2014年度台灣考古工作會報會議論文集. 2015: 52.
7. ↑  .   [2015-07-25]. （原始内容存档于2019-06-12）.
8. ↑  .   [2015-07-31]. （原始内容存档于2016-03-06）.
9. ↑  Reuters. . Reuters. 2016-04-26  [2017-04-26]. （原始内容存档于2021-01-20）.
10. ↑  FoxNews.com. . FoxNews. 2016-04-28  [2017-04-25]. （原始内容存档于2017-05-19）.
11. ↑  華視. . 2015-04-25  [2017-04-12]. （原始内容存档于2019-06-10）.
12. 1 2  chinatimes. . chinatimes. 2015-05-14  [2017-04-12]. （原始内容存档于2019-06-24）.
13. ↑  .   [2016-05-27]. （原始内容存档于2019-06-24）.
14. ↑  .   [2016-05-27]. （原始内容存档于2019-06-22）.
15. ↑  吳垠慧. . 中國時報. 2016年11月9日  [2017年12月29日]. （原始内容存档于2019年6月21日）.
16. ↑  黃, 豐隆. . 2016-05-18  [2017-04-12]. （原始内容存档于2021-03-01）.
17. ↑  黃, 服賜. . 2016-05-22  [2017-04-12]. （原始内容存档于2019-06-29）.
18. ↑  .   [2016-05-27]. （原始内容存档于2019-06-06）.
19. ↑  .   [2016-05-27]. （原始内容存档于2019-06-24）.